# きかんしゃトーマス 探せ!!謎の海賊船と失われた宝物
『きかんしゃトーマス 探せ!!謎の海賊船と失われた宝物』（きかんしゃトーマス さがせ！！なぞのかいぞくせんとうしなわれたたからもの）は、『きかんしゃトーマス』の長編シリーズ11作目の作品である。

## 概要
「きかんしゃトーマス」のフル3DCG製作による長編としては8作目にあたる。本作は原作「汽車のえほん」出版70周年記念作として製作された長編であり、海賊船や失われた海賊の宝物を狙う船乗りのジョンとそれを追うトーマスの冒険が描かれている。米国では2015年9月8日にDVDリリース。英国では2015年7月17日に劇場公開され、同年9月28日にDVDがリリースされた。新キャラクター、ライアンの英米版の声優に俳優のエディ・レッドメイン、船乗りのジョン役にジョン・ハート、レールボートのスキフ役にジェイミー・キャンベル・バウアーが起用され話題となった。
模型（人形劇）製作のテレビシリーズでは技術的に映像化不可能だったちんまり鉄道の小型機関車の物語が3DCG化で映像化可能となり、本作ではその小型機関車が登場する。また、ちんまり鉄道が登場する原作第22巻「小さな機関車たち」には作者ウィルバート・オードリー本人が登場している事から、本作には3DCGで製作されたウィルバートが登場する。その他、幼児に人気があったがテレビシリーズが3DCG化して以降出番がなかったドナルドとダグラス、デイジーや一部の建設機械が再登場している。
本作では劇伴の演奏をプラハ市フィルハーモニー管弦楽団が務め、オーケストラの使用は長編第1作「きかんしゃトーマス 魔法の線路」以来となった。

## 日本での公開
日本では2016年4月9日に劇場公開、DVDは同年10月12日に発売された。本作より配給がイオンエンターテイメントおよび東京テアトルによるものとなり、公開劇場もイオンシネマ系が中心となる。ロックミュージシャンのDAIGOがゲスト声優としてライアン役で出演している。
本作のパンフレット及び発売当初のDVDジャケットには、脚本のアンドリュー・ブレナーがドン・ブレナーと誤植されていたが、現在のDVDジャケットではその誤植は訂正されている。

## あらすじ
ソドー島にて自分の支線を走っていたトーマスは、ゴードンの急行客車を脱線させてしまったことでトップハム・ハット卿に叱られ、罰として新しい支線（ハーウィック線）の工事を手伝う事になる。現場に赴いたトーマスはまたしても不注意により陥没に遭うものの、落ちた穴の底で大きな海賊船を発見した。それを狙い船乗りジョンとその相棒である帆船スキフが現れ、トーマスはひょんなことから二人の宝探しを手伝うこととなる。ところがなかなか海賊のお宝は見つからず、トーマスはジョンに疑われてしまう。果たしてトーマスは再び誰かからの信用を得ることができるのか。

## 新キャラクター
ライアン
新しくソドー島にやってきた紫色のタンク式蒸気機関車。親切だがパニックに陥りやすい。
船乗りジョン
海軍をクビになり、宝物を探し求めてソドー島にやってきた。わがままで強欲。
スキフ
船乗りジョンが所有する帆船。車輪を取り付けられ、線路も走ることができるようになっている。陽気で前向きな性格。
牧師（オードリー）
原作者ウィルバート・オードリー牧師本人。隠れキャラとして登場

### アールズデール鉄道（ちんまり鉄道）
マイク
赤いテンダー式蒸気機関車。怒りっぽくからかわれやすい。
レックス
緑色のテンダー式蒸気機関車。陽気な性格。
バート
青いテンダー式蒸気機関車。やや賢く落ち着いている。

## キャスト
| 役名                 | 英国版声優                       | 北米版声優                       | 日本語吹き替え |
| -------------------- | -------------------------------- | -------------------------------- | -------------- |
| ナレーター           | マーク・モラハン                 | マーク・モラハン                 | ジョン・カビラ |
| トーマス             | ジョン・ハスラー                 | ジョセフ・メイ                   | 比嘉久美子     |
| ライアン             | エディ・レッドメイン             | エディ・レッドメイン             | DAIGO          |
| マリオン             | オリヴィア・コールマン           | オリヴィア・コールマン           | 森千晃         |
| エミリー             | テレサ・ギャラガー               | ジュール・デ・ヨング             | 山崎依里奈     |
| アニーとクララベル   | テレサ・ギャラガー               | テレサ・ギャラガー               | 吉岡さくら     |
| デイジー             | テレサ・ギャラガー               | テレサ・ギャラガー               | 根本圭子       |
| ジャック             | スティーブ・キンマン             | デヴィッド・メンキン             | 根本圭子       |
| ダック               | スティーブ・キンマン             | スティーブ・キンマン             | 鈴木清信       |
| ドナルドとダグラス   | ジョー・ミルズ                   | ジョー・ミルズ                   | 津久井教生     |
| トード               | ジョー・ミルズ                   | ジョー・ミルズ                   | 河本邦弘       |
| オリバー（機関車）   | ジョー・ミルズ                   | ジョー・ミルズ                   | 小田柿悠太     |
| レックス             | トム・ストートン                 | トム・ストートン                 | 小田柿悠太     |
| オリバー（重機）     | ティム・ウィットノール           | ティム・ウィットノール           | 小田柿悠太     |
| マイク               | ティム・ウィットノール           | ティム・ウィットノール           | 坪井智浩       |
| トビー               | ロブ・ラックストロー             | ウィリアム・ホープ               | 坪井智浩       |
| エドワード           | キース・ウィッカム               | ウィリアム・ホープ               | 佐々木望       |
| ジェームス           | キース・ウィッカム               | ロブ・ラックストロー             | 江原正士       |
| パーシー             | キース・ウィッカム               | クリストファー・ラグランド       | 神代知衣       |
| トップハム・ハット卿 | キース・ウィッカム               | キース・ウィッカム               | 田中完         |
| ソルティー           | キース・ウィッカム               | キース・ウィッカム               | 石野竜三       |
| バーティー           | キース・ウィッカム               | キース・ウィッカム               | 酒巻光宏       |
| バート               | キース・ウィッカム               | キース・ウィッカム               | 酒巻光宏       |
| 作業員               | キース・ウィッカム               | キース・ウィッカム               | 德石勝大       |
| ゴードン             | キース・ウィッカム               | ケリー・シェイル                 | 三宅健太       |
| ヘンリー             | キース・ウィッカム               | ケリー・シェイル                 | 金丸淳一       |
| ケビン               | マット・ウィルキンソン           | ケリー・シェイル                 | 河杉貴志       |
| クランキー           | マット・ウィルキンソン           | グレン・ウレッジ                 | 黒田崇矢       |
| スキフ               | ジェイミー・キャンベル・バウアー | ジェイミー・キャンベル・バウアー | 河杉貴志       |
| ビルとベン           | ジョナサン・ブロードベント       | ジョナサン・ブロードベント       | 下屋則子       |
| アルフィー           | ネイサン・クラーク               | ネイサン・クラーク               | 竹内恵美子     |
| ビクター             | デヴィッド・デベラ               | デヴィッド・デベラ               | 坂口候一       |
| 船乗りジョン         | ジョン・ハート                   | ジョン・ハート                   | 坂口候一       |